# Gabriele Rico
Gabriele Lusser Rico (* 11. Juli 1937 in Augsburg; † 15. März 2013 in Cupertino, Kalifornien) war eine US-amerikanische Professorin für Anglistik und Kunstpädagogik an der San José State University und eine einflussreiche Schreiblehrerin und Autorin.

## Leben
Sie war eine Tochter des deutschen Flugzeugentwicklers Robert Lusser aus dessen erster Ehe. Ihre Mutter, Hildegard Lusser geb. Fichter, kam 1945 bei einem Bombenabwurf ums Leben. Gabriele Lusser lebte seit 1948 in den USA. Ihr Vater heiratete erneut, wodurch zu seinen fünf Kindern vier weitere in die Familie kamen. Durch häufige Umzüge besuchte Gabriele Rico vier verschiedene High Schools, zuletzt die des Redstone Arsenal in Huntsville, Alabama. Sie schrieb sich zunächst an der University of California, Berkeley ein, musste jedoch aus finanziellen Gründen an die San José State University (SJSU) wechseln. Dort erlangte sie 1959 den Bachelor of Arts und 1964 den Master of Arts. Von 1964 bis 2008 lehrte sie an den Fachbereichen Anglistik und Vergleichende Literaturwissenschaft sowie Kreative Künste der SJSU. 1985/86 wurde sie mit dem President’s Scholar Award der SJSU ausgezeichnet.
Parallel zu ihrer Lehrtätigkeit wurde Gabriele Rico in ein Ph.D.-Programm mit Schwerpunkt Hirnforschung und Kreativität an der Stanford University aufgenommen. 1976 promovierte sie ebenda. Sie wurde vor allem durch ihre Dissertation Writing The Natural Way (Dt. Garantiert schreiben lernen) bekannt. In diesem Buch entwickelte sie das Clustering als eine Grundmethode des Kreativen Schreibens. Weitere Bücher zum Thema Schreiben folgten.
Gabriele Rico lebte zuletzt in Cupertino. Nachdem sie in ihrem Leben bereits zwei Krebserkrankungen überstanden hatte, starb sie 2013 an Krebs. Sie hinterließ ihren Ehemann, drei Töchter und einen Stiefsohn.

## Werke (Auswahl)
- mit Mary Frances Claggett: Balancing The Hemispheres. Brain Research And The Teachings Of Writing (= Curriculum publication. Bd. 14). University of California, Bay Area Writing Project, Berkeley CA 1980.
- Writing the Natural Way. Using right-brain Techniques to release your expressive Powers. J. P. Tarcher, Los Angeles CA 1983, ISBN 0-87477-236-2 (In deutscher Sprache: Garantiert schreiben lernen. Sprachliche Kreativität methodisch entwickeln – ein Intensivkurs auf der Grundlage der modernen Gehirnforschung. Rowohlt, Reinbek bei Hamburg 1984, ISBN 3-498-05703-0).
- Pain And Possibility. Writing Your Way Through Personal Crisis. J. P. Tarcher, Los Angeles CA 1991, ISBN 0-87477-571-X (deutsch: Von der Seele schreiben: im Prozeß des Schreibens den Zugang zu tiefverborgenen Gefühlen finden. Aus dem Amerikanischen von Heide Geiger. Junfermann, Paderborn 1999, ISBN 3-87387-396-6).